# Hermann Keßler (Politiker, 1914)
Hermann Keßler (* 1914; † 2003) war ein deutscher Politiker (CSU). Er war von 1964 bis 1982 Oberbürgermeister von Nördlingen.

## Leben
Nach dem Studium wurde er zum Dr. promoviert. Seit dem Studium war er Mitglied der Studentenverbindung Akademischer Gesangverein München im SV.
In Nördlingen war er von 1952 bis 1964 Stadtrat und von 1964 bis 1982 Oberbürgermeister. Er wurde 1982 zum Ehrenbürger von Nördlingen ernannt.